# Pouillat
Pouillat ist eine französische Gemeinde mit 79 Einwohnern (Stand: 1. Januar 2022) im Département Ain in der Region Auvergne-Rhône-Alpes. Sie gehört zum Kanton Saint-Étienne-du-Bois im Arrondissement Bourg-en-Bresse und ist Mitglied im Gemeindeverband Bassin de Bourg-en-Bresse.

## Geografie
Die Gemeinde Pouillat liegt an der Grenze zum Département Jura, etwa 21 Kilometer nordöstlich von Bourg-en-Bresse in der Revermont. Den höchsten Punkt im Gemeindegebiet bildet der Gipfel des Signal de Nivigne mit 768 Meter über dem Meer.
Umgeben ist Pouillat von den Nachbargemeinden Val Suran im Westen und Norden, Montfleur im Nordosten und Osten sowie Nivigne-et-Suran im Süden. 

## Bevölkerungsentwicklung
| Jahr                       | 1962 | 1968 | 1975 | 1982 | 1990 | 1999 | 2006 | 2013 | 2021 |
| -------------------------- | ---- | ---- | ---- | ---- | ---- | ---- | ---- | ---- | ---- |
| Einwohner                  | 60   | 48   | 35   | 26   | 38   | 58   | 76   | 93   | 81   |
| Quellen: Cassini und INSEE |      |      |      |      |      |      |      |      |      |

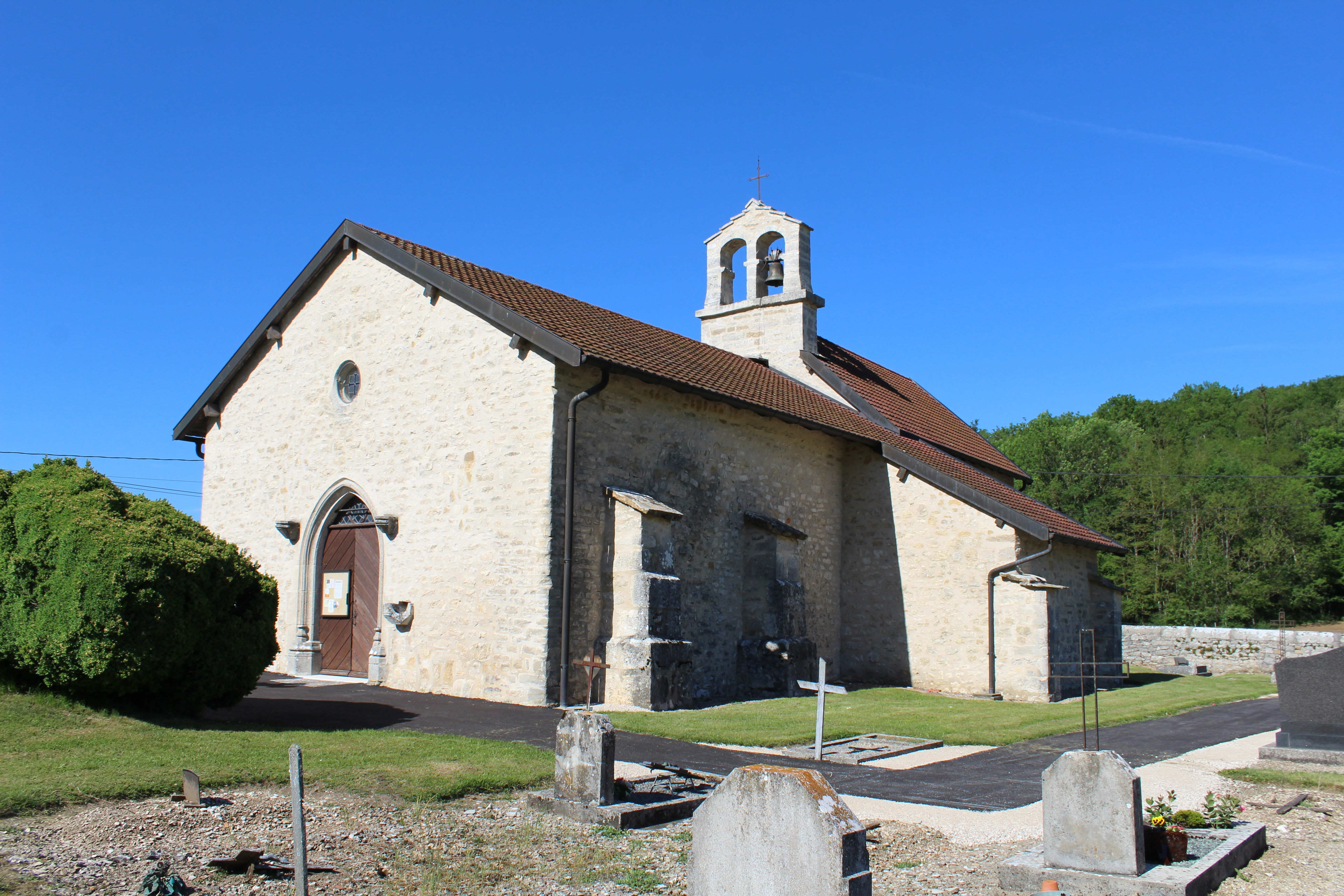
Kirche Sainte-Madeleine
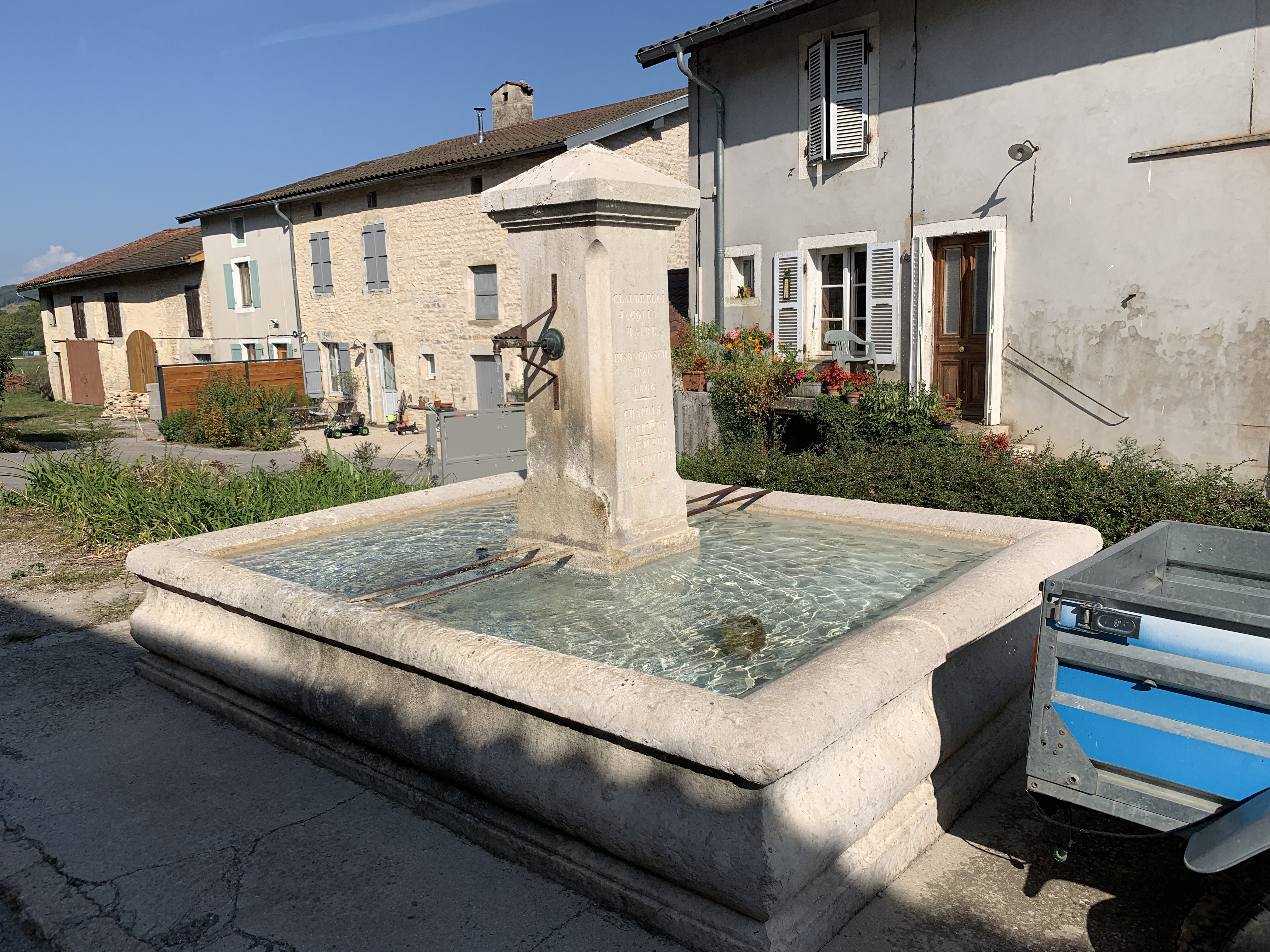
Brunnen und ehemalige Voiehtränke
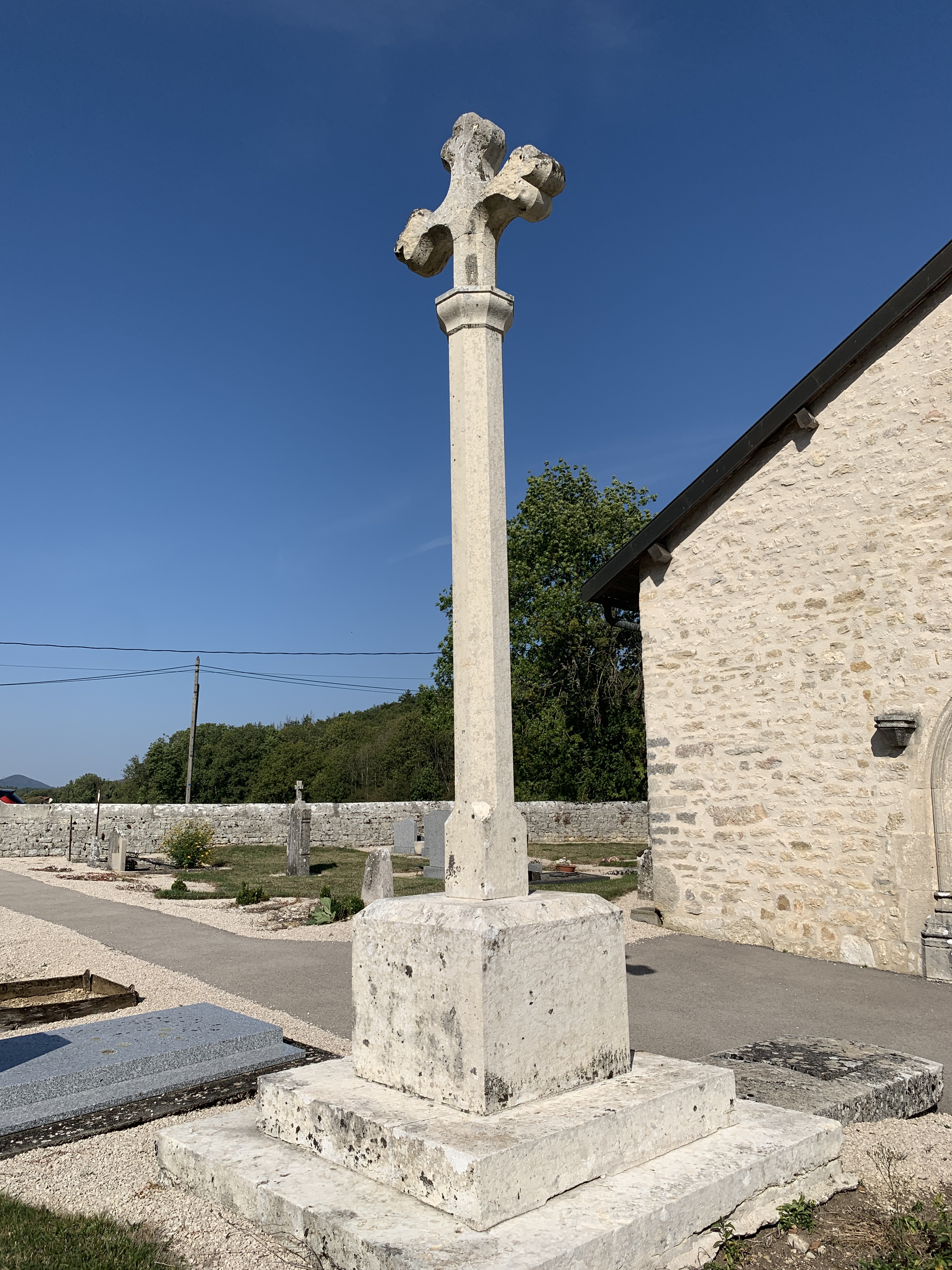
Friedhofskreuz